# 山越郡
山越郡（日语：／ Yamakoshi gun */?）為日本北海道渡島綜合振興局的郡，位於渡島綜合振興局北部。
郡名起源於阿伊努語中的「yam-us-nay」（栗子多的河川）。

## 轄區
轄區包含1町：
- 長萬部町

## 沿革

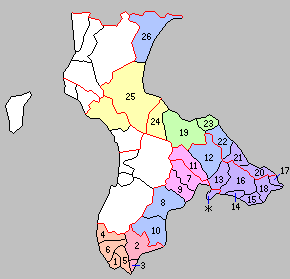
北海道一・二級町村制施行時山越郡下辖町村（25.八云村 26.长万部村 黄：二海郡八雲町）

- 1869年8月15日：北海道設置11國86郡，膽振國山越郡成立。
- 1897年11月：北海道實施支廳制，隸屬龜田支廳之管轄，此時山越郡下轄山越內村、八雲村、長萬部村。[1]（3村）
- 1902年4月1日：山越內村、八雲村合併為八雲村，並成為北海道二級村。[2]（2村）
- 1906年4月1日：長萬部村成為北海道二級村。[3]
- 1907年4月1日：八雲村成為北海道一級村。
- 1919年1月1日：八雲村改制為八雲町。（1町1村）
- 1923年4月1日：長萬部村成為北海道一級村。
- 1943年2月11日：長萬部村改制為長萬部町。（2町）
- 1943年6月1日：北海道一級二級町村制廢止。
- 1957年4月1日：茅部郡落部村被併入八雲町。
- 2005年10月1日：八雲町與檜山支廳爾志郡熊石町合併為新設立的二海郡八雲町。[4]（1町）